# The Honor of the Firm
The Honor of the Firm è un cortometraggio muto del 1912. Il nome del regista non viene riportato nei titoli.

## Produzione
Prodotto dalla Eclair American.

## Distribuzione
Il film uscì nelle sale cinematografiche USA il 12 novembre 1912, distribuito dall'Universal Film Manufacturing Company.